# Ysengrinia
Ysengrinia és un gènere de carnívor extint de la família dels amficiònids que visqué durant el Miocè. Se n'han trobat restes fòssils als Estats Units, Namíbia i Europa.